# Nam Theun 2
Nhà máy thủy điện Nam Theun 2, đôi khi viết tắt là NT2, là một nhà máy thủy điện có đập tạo hồ chứa nước nằm trên (sông) Nam Theun ở tình Borikhamxay, Lào .
Nhà máy chuyển hướng nước từ thượng nguồn Nam Theun (Nam Kading), là một nhánh của sông Mê Kông, sang nhánh khác là Se Bangfai qua một đường hầm. Nhờ đó tạo được độ chênh cao cỡ 350 m (1.148 ft) giữa các hồ chứa và nhà máy điện, cho phép đạt công suất phát điện là 1.075 MW. Hoạt động thương mại của nhà máy bắt đầu vào tháng 4 năm 2010 .

## Chỉ dẫn
1. ↑  Trong tiếng Thái-Lào "Nam" (Nậm) có nghĩa là nước, sông, suối.